# المجلس الأعلى الأوكراني
المجلس الأعلى الأوكراني (بالأوكرانية: Верховна Рада України) هو البرلمان الأوكراني. يضم مجلسًا واحدًا مؤلفًا من 450 نائبًا. يقع مبنى البرلمان الأوكراني في العاصمة كييف. تأسس أول برلمان لاوكرانيا في عام 1938، وهو البرلمان الوطني لجمهورية أوكرانيا الاشتراكية السوفياتية بعد إعادة تنظيم اللجنة التنفيذية المركزية لجمهورية أوكرانيا الاشتراكية السوفياتية. ومنذ ذلك الحين، عقد البرلمان 17 استدعاءً (دورة برلمانية). في الدورة 14 قام البرلمان الأوكراني بتغيير ترقيم الدورات البرلمانية، وأعلنت هذه الدورة عن نفسها بالدورة الثالثة للبرلمان الأوكراني. الدعوة الثامنة هي آخر دورة من البرلمان.
نشأ الفيرخوفنا رادا عن نظام الهيئة التمثيلية الجمهورية المعروف في الاتحاد السوفيتي باسم السوفييت الأعلى (المجلس الأعلى) الذي تأسس لأول مرة في 26 يونيو 1938 باعتباره الهيئة التشريعية لجمهورية أوكرانيا الاشتراكية السوفيتية بعد حل كونغرس السوفييت التابع لجمهورية أوكرانيا الاشتراكية السوفيتية.
أصدرت الدورة الثانية عشرة للسوفييت الأعلى لجمهورية أوكرانيا الاشتراكية السوفيتية (المُنتخب عام 1990) إعلان استقلال أوكرانيا، وأدخلت مقوماتٍ من اقتصاد السوق والتحرير السياسي وغيرت رسميًا ترقيم الجلسات، معلنة نفسها أول دورة «لمجلس أوكرانيا الأعلى». البرلمان الحالي هو الدورة التاسعة. بسبب الحرب الدائرة في دونباس وضم روسيا، من جانبها فقط، لشبه جزيرة القرم، فلم يُجر اقتراع الدوائر الذي يُعقد في دونباس وشبه جزيرة القرم في انتخابات 2014 و2019؛ لذلك تتألف العضوية الحالية للبرلمان من 424 نائبًا.
في الانتخابات الأخيرة للبرلمان، استُخدم نظام تصويت مختلط. توزعت 50% من المقاعد ضمن قوائم حزبية مع عتبة انتخابية بلغت 5% و50% من خلال الفائزين بغالبية الأصوات في الدوائر ذات الانتخاب الحر المباشر. استُخدم نظام الاقتراع المختلط بنسبة 50/50 في انتخابات 2002 و2012 و2014 و2019؛ في عامي 2006 و2007، أُجريت الانتخابات في إطار النظام النسبي فقط. وفقًا لقانون الانتخابات الذي أصبح ساريًا في 1 يناير 2020، ستُجرى الانتخابات القادمة للبرلمان الأوكراني (المزمع عقدها في عام 2023) مرة أخرى وفقًا للنظام النسبي.

## سجل تاريخي

### قبل الاستقلال
- المجلس المركزي في 1917 – 1918
- المجلس الأوكراني الوطني عام 1918 (أوكرانيا الغربية)
- المجلس الأوكراني العمالي عام 1919 (إلى جانب مندوبي غرب أوكرانيا)
- مجلس الجمهورية في عام 1921 (عمل بالمنفى في تارنوف، بولندا)[3]

حل السوفييت الأعلى لجمهورية أوكرانيا الاشتراكية السوفيتية محل الكونغرس السوفييتي لعموم أوكرانيا وكان شكلًا من السلطة التشريعية لأوكرانيا السوفيتية وفقًا لدستور جمهورية أوكرانيا الاشتراكية السوفيتية في عام 1937. كان اسم الكونغرس السوفيتي لعموم أوكرانيا قد تغير أساسًا إلى المجلس الأعلى في عام 1927. استُحدث الكونغرس السوفيتي لعموم أوكرانيا من قبِل لجنته التنفيذية المركزية، التي انتخبته وتولت مسؤولية مساءلته. كان غريغوري بتروفسكي آخر رئيس للجنة.
أُجريت أول انتخابات للمجلس الأعلى لجمهورية أوكرانيا الاشتراكية السوفيتية في 26 يونيو 1938. عُقدت الجلسة الأولى للبرلمان في كييف في الفترة الممتدة بين 25 و28 يوليو 1938. كان ميخايلو بورميستينكو أول رئيس للمجلس، توفي لاحقًا خلال الحرب العالمية الثانية. في عام 1938، انتخب المجلس هيئةً رئاسيةً بقيادة ليونيد كورنييتس. كانت الهيئة الرئاسية تمثل المجلس في غير أوقات الانعقاد.
خلال الحرب نُقلت الهيئة الرئاسية إلى مدينة ساراتوف في جمهورية روسيا الاتحادية الاشتراكية السوفيتية. في 29 يونيو 1943، أصدرت الهيئة الرئاسية أمرًا بتأجيل انتخابات الدورة الجديدة لمدة عام واحد مع تمديد الدورة الأولى. في 8 يناير 1944، قرر مجلس وزراء جمهورية أوكرانيا الاشتراكية السوفيتية بالاتفاق مع الحزب الشيوعي نقل رئاسة المجلس الأعلى من خاركيف إلى كييف. كان من المقرر إجراء انتخابات جديدة للمجلس في 9 فبراير 1947.

### فترة ما بعد الاتحاد السوفيتي
حتى 24 أغسطس 1991، احتفظ البرلمان الأوكراني باسم السوفييت الأعلى لجمهورية أوكرانيا الاشتراكية السوفيتية.
عُقدت أول انتخابات حرة جزئيًا للبرلمان والمجالس المحلية لنواب الشعب في 4 مارس 1990. على الرغم من استمرار سيطرة الحزب الشيوعي، فقد تشكلت «كتلة ديمقراطية» من قِبل أحزاب عدة، من بينها الحركة الشعبية لأوكرانيا، ولجنة هلسنكي ووتش في أوكرانيا، وحزب الخضر الأوكراني، والعديد من الأحزاب الأخرى.
أصدرت الدورة الثانية عشرة للمجلس الأعلى لجمهورية أوكرانيا الاشتراكية السوفيتية إعلان سيادة الدولة الأوكرانية في 16 يوليو 1990، وأعلنت استقلال أوكرانيا في 24 أغسطس 1991، في حوالي الساعة السادسة مساءً بالتوقيت المحلي. في ذلك الوقت، كان ليونيد كرافتشوك رئيس البرلمان الأوكراني. حظي قانون الاستقلال الأوكراني بتأييد ساحق في استفتاءٍ وطني أُجري في 1 ديسمبر 1991. وفي 12 سبتمبر 1991، أصدر البرلمان نظام « التداول الرئاسي القانوني لأوكرانيا». وهكذا، أصبح الفيرخوفنا رادا المجلس الأعلى لأوكرانيا.
أُقر دستور أوكرانيا في الدورة الثالثة عشرة للبرلمان الأوكراني في 28 يونيو 1996، في حوالي الساعة التاسعة صباحًا بالتوقيت المحلي. غيرت الدورة الرابعة عشرة للبرلمان ترقيم الدورات رسميًا معلنة نفسها الدورة الثالثة (الديمقراطية والمستقلة) للبرلمان الأوكراني. بعد الثورة البرتقالية، أُصدرت التعديلات الدستورية في ديسمبر 2004، من قِبل الدورة الرابعة (الخامسة عشرة) للبرلمان الأوكراني. في 1 أكتوبر 2010، ألغت المحكمة الدستورية الأوكرانية تعديلات عام 2004، معتبرة إياها غير دستورية. في 21 فبراير 2014، أعاد البرلمان تعديلات ديسمبر 2004 إلى الدستور.
في عامي 2017 و2018، كان الموقع الإلكتروني للفيرخوفنا رادا الأكثر شعبية من بين جميع مواقع برلمانات الدول الأعضاء في الأمم المتحدة.

## المهمة والسلطة
البرلمان الأوكراني هو الهيئة الوحيدة للسلطة التشريعية في أوكرانيا. يحدد البرلمان مبادئ السياستين الداخلية والخارجية ويُدخل تعديلات على دستور أوكرانيا ويسن القوانين ويوافق على ميزانية الدولة ويحدد انتخابات رئيس أوكرانيا ويعزل الرئيس ويعلن الحرب والسلام ويعين رئيس وزراء أوكرانيا ويقر المعاهدات الدولية ويندد بها ويمارس وظائف رقابية معينة. لا توجد شروط في أوكرانيا بخصوص الحد الأدنى لعدد التوقيعات (النيابية) اللازمة لتوثيق مشاريع القوانين. بشكل عام، يقر البرلمان نحو 200 مشروع قانون سنويًا. يُسجل ما معدله من خمسة إلى ستة مشاريع قوانين يوميًا في البرلمان. نتيجة لذلك في ربيع 2019، كان لدى البرلمان أكثر من 10,000 مشروع قانون مسجّل وقيد النظر لم يناقشه المجلس بعد.
جميع التنظيمات الإجرائية واردة في القانون التنظيمي للبرلمان الأوكراني. اعتُمدت أحدث نسخة من الوثيقة في 16 ديسمبر 2012، ومن خلال مبادرة رئيس أوكرانيا أُجريت عليها تعديلات تتعلق بالتسجيل والتصويت الخاصين بالبرلمانيين. أصبح عام 2012 عام التغييرات العديدة الخاصة بالوثيقة، من بينها تغييرات على انتخاب رئيس البرلمان. عادة ما يُنظر في مشاريع القوانين بعد إجراء ثلاث قراءات؛ يجب على رئيس أوكرانيا التوقيع على القانون قبل إصداره رسميًا.
حتى عام 2017، عين البرلمان قضاة وعزلهم من مناصبهم وسمح باحتجاز أو اعتقال القضاة (نُقلت هذه الصلاحيات إلى المجلس الأعلى للقضاء).